# Maison du domaine de Bonsol
La maison du domaine de Bonsol est une propriété située sur la commune des Esseintes, dans le département de la Gironde, en France.

## Localisation
Le domaine se trouve au nord du village des Esseintes, au lieu-dit Bonsol, le long de la route départementale D9 qui mène de La Réole au sud-est à Saint-Félix-de-Foncaude au nord-ouest.

## Historique
Le domaine qui date du XVe siècle a été augmenté au XVIIIe siècle, dans sa partie nord-est, d'une aile dont les remarquables papiers peints attribués à la manufacture Dufour ont été posés vers 1815-1820 et ont fait l'objet d'une inscription au titre des monuments historiques  par arrêté du 10 septembre 2009.